# 羊街机场
25°24′14.9″N 103°06′46.12″E / 25.404139°N 103.1128111°E
羊街机场（Yangkai Airfield），抗日戰爭軍用機場，飛虎隊美國第十四航空隊基地。當時在雲南省寻甸县羊街镇南郊，旧址在今嵩明县嵩阳街道龙院村，由此當地老人稱之為龙院机场。機場跑道已荒廢，2008年記者採訪時，已成為練車場。

## 歷史
抗日戰爭後飛虎隊美國第十四航空隊撤走，由国民政府陆军48师缩编的守备营驻守羊街机场。1950-1980年代，政府曾使用該機場。